# Jeunesses Musicales International

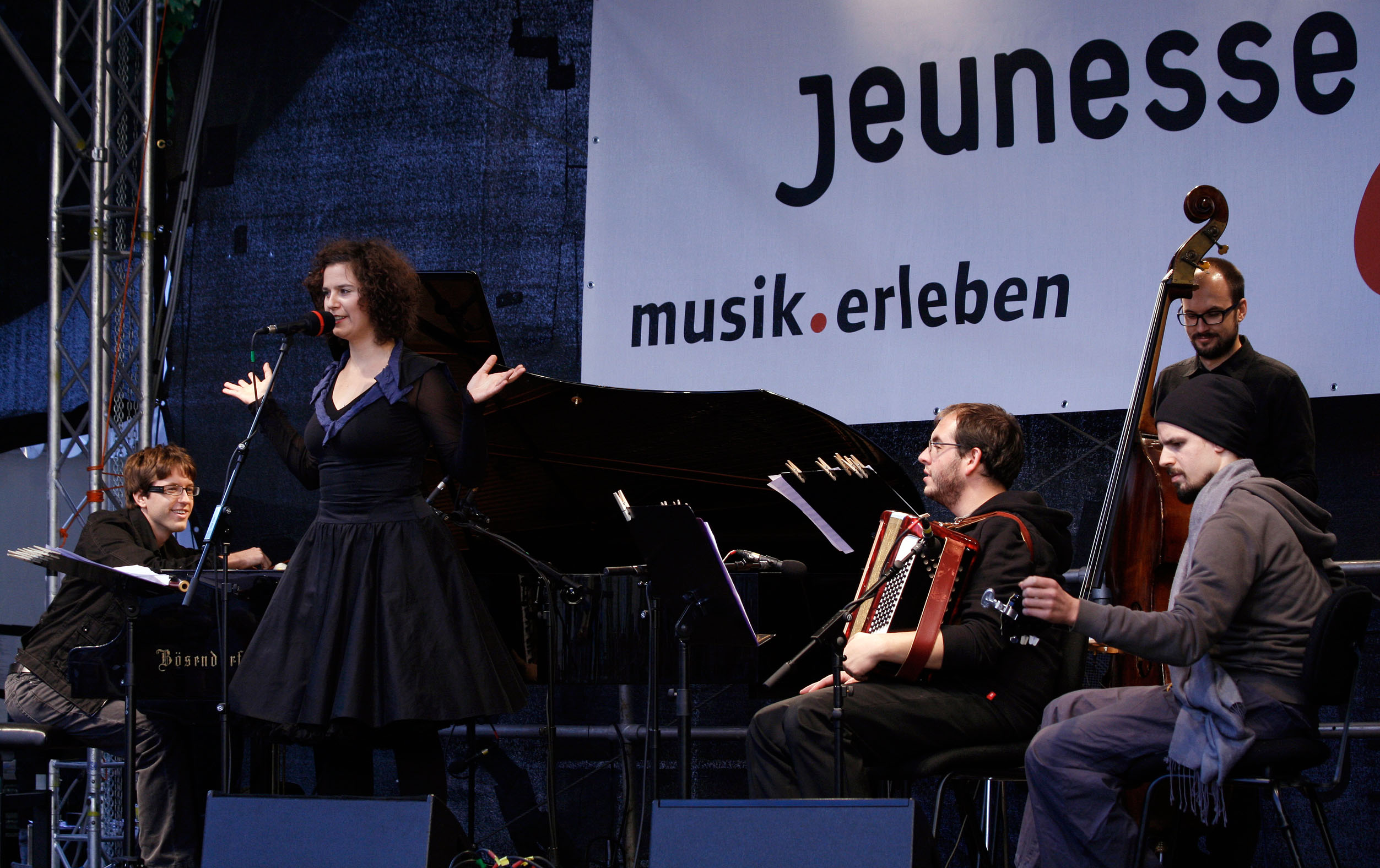
Die Maja Osojnik Band beim Jeunesse-Tag im MQ (60 Jahre Jeunesse), Wien 2009

Jeunesses Musicales International (JMI) ist eine Organisation zur musikalischen Förderung von jungen Menschen. Sie fördert Talente, veranstaltet Konzerte und Musikwettbewerbe, organisiert Orchester, Ensembles und musikalische Projekte verschiedener Stilrichtungen, und sie vergibt Förderpreise. Jeunesses Musicales ist durch nationale Organisationen in 45 Ländern der ganzen Welt vertreten, in weiteren 35 Ländern existieren Kontaktstellen. Die internationale Dachorganisation Jeunesses Musicales International bezeichnet sich selbst als die größte nicht staatliche Organisation für Jugendmusik der Welt.
Die Organisation wurde 1945 in Brüssel gegründet. Ihr Ziel ist es, junge Menschen so zu fördern, dass sie sich „durch Musik über alle Grenzen hinaus entwickeln“. Im Jahr 1974 erfolgte der Beitritt in die World Federation of International Music Competitions.